# 런던 (2005년 영화)
《런던》(영어: London)은 미국에서 제작된 헌터 리처즈 감독의 2005년 로맨틱 드라마 영화이다. 제시카 빌, 크리스 에번스, 제이슨 스테이섬, 조이 브라이언트, 아일라 피셔 등이 출연하였고, 보니 티머먼 등이 제작에 참여하였다.

## 줄거리
시드는 아직 큰 미련이 남아있는 전 여자친구 런던이 새 남자친구와 캘리포니아로 이주할 예정이란 소식을 듣고 초대도 받지 않은 송별 파티에 멋대로 찾아간다. 시드는 파티가 열린 콘도미니엄 화장실에 몇 사람들과 처박혀 코카인을 하고 테킬라를 마시며 사랑, 성관계, 신, 여자, 상처 등에 대해 떠들어댄다. 곧 런던이 도착하고, 이제 시드는 용기를 내어 런던과 마주해야한다.

## 출연
- 제시카 빌 - 런던 역
- 크리스 에번스 - 시드 역
- 제이슨 스테이섬 - 베이트먼 역
- 조이 브라이언트 - 맬러리 역
- 켈리 가너 - 마이아 역
- 아일라 피셔 - 리베카 역
- 데인 쿡 - 조지 역
- 루이 C.K. - 심리치료사 역
- 케이시 러보 - 도미네이트릭스 역
- 캣 데닝스 - 릴리 역
- 리나 에스코 - 켈리 역
- 폴라 패튼 - 앨릭스 역
- 네드 벨러미 - 루크 역

## 기타 제작진
- 라인 제작: D. 스콧 럼프킨
- 협력 제작: 로스 앨런 와인버그
- 배역: 스티븐 빈센트
- 미술: 에린 스미스
- 의상: 로나 마이어스